# Neivamyrmex crassiscapus
Neivamyrmex crassiscapus es una especie de hormiga guerrera del género Neivamyrmex, subfamilia Dorylinae. Esta especie fue descrita científicamente por Watkins en 1990.